# Обтівська сільська рада
О́бтівська сільська́ ра́да — колишній орган місцевого самоврядування у Кролевецькому районі Сумської області. Адміністративний центр — село Обтове.

## Загальні відомості
- Населення ради: 1 781 особа (станом на 2001 рік)

## Населені пункти
Сільській раді підпорядковані населені пункти:
- с. Обтове
- с. Губарівщина
- с. Погорілівка

## Склад ради
Рада складається з 16 депутатів та голови.
- Голова ради: Петренко Володимир Іванович
- Секретар ради: Яценко Наталія Борисівна

### Керівний склад попередніх скликань
| Прізвище, ім'я, по батькові    | Основні відомості                                    | Дата обрання | Дата звільнення |
| ------------------------------ | ---------------------------------------------------- | ------------ | --------------- |
| Марченко Олександр Миколайович | Сільський голова, 1959 року народження, безпартійний | 26.03.2006   | 31.10.2010      |
| Петренко Володимир Іванович    | Сільський голова, 1960 року народження, освіта вища  | 31.10.2010   |                 |

Примітка: таблиця складена за даними сайту Верховної Ради України